# Mohamed Azima
Mohamed Semida Abdel Azim (* 17. Oktober 1968) ist ein ehemaliger ägyptischer Fußballspieler und heutiger Trainer.

## Werdegang
Der Mittelfeldspieler begann seine Karriere beim FC Helwan und spielte ab 1987 für Al Ahly Kairo. Mit Kairo wurde er 1989 ägyptischer Meister und Pokalsieger. Im Sommer 1990 wechselte Azima zum deutschen Zweitligisten Fortuna Köln, für den er in 26 Zweitligaspielen drei Tore erzielte. Zur Rückrunde der Saison 1992/93 wechselte er zum Ligarivalen VfB Oldenburg, konnte aber den Abstieg des VfB am Saisonende nicht verhindern. Azima wechselte daraufhin zum westfälischen Oberligisten Arminia Bielefeld, wo er es nur auf neun Einsätze und ein Tor brachte.
Im Sommer 1994 wechselte Azima zum österreichischen Bundesligisten Vorwärts Steyr, für die er in 45 Spielen fünf Tore erzielte. 1996 stieg er mit Steyr aus der Bundesliga ab und wechselte zu Ulsan Hyundai in die K League von Südkorea. Mit seiner Mannschaft gewann Azima die Meisterschaft, bevor er nach Deutschland zurückkehrte und in der Folge für den FC 08 Homburg, SC Pfullendorf und Blau-Weiß Brühl spielte. Brühls DFB-Pokalspiel gegen den 1. FC Kaiserslautern im August 2001 verpasste er wegen einer Rotsperre.
Zwischen 1987 und 1995 absolvierte Azima Einsätze für die ägyptische Nationalmannschaft. Er nahm unter anderem an der Afrikameisterschaft 1992 teil.

## Erfolge
- Ägyptischer Meister 1989
- Ägyptischer Pokalsieger 1989
- Südkoreanischer Meister 1996